# HTL22
HTC J One HTL22（エイチティーシー ジェイ ワン エイチティーエル ニーニー）は、台・HTCによって開発された、auブランドを展開するKDDI及び沖縄セルラー電話のCDMA 1X WIN、および第3.9世代移動通信システム（au 4G LTE）対応ストレート型スマートフォンである。輸入元はHTC NIPPONである。

## 概要
HTC J butterfly HTL21の後継機種で、グローバルモデルであるHTC One (M7)の日本国内ローカライズモデルである。日本独自機能への対応のために、質量がグローバルモデルと比べて約17g、デュアルSIM版と比べて約1g増えており、サイズも若干大きくなっている。
日本独自機能としてワンセグ・おサイフケータイ・赤外線通信に対応している。また、グローバル版と異なり、microSDカードスロットを有する。
ディスプレイガラス以外の部分は、リアカバーも含めてほぼ全てアルミでできており、高い質感と堅牢性を持つ。リアカバーを外すとSIMカードスロットとmicroSDカードスロットがある。
UIはHTC独自のHTC Senseが一新されており、ホーム画面の「HTC BlinkFeed」でウェブ上のニュースや写真、各種SNSの情報を一括して閲覧することが可能となっている。なお、「HTC BlinkFeed」はあらかじめ選択できるニュースサイトが限定されており、RSSリーダのように好みのサイトのフィードを表示させる使い方はできない。
カメラはHTC独自のUltraPixelセンサーとF値2.0のレンズを使用している。カメラの画素数は同時期に販売されたスマートフォンより少ない400万画素だが、その分一つの画素を大きくすることによって従来のカメラより多く光が取り込める。ファイルサイズは小さいながらも、フラッシュなしで薄暗い室内が撮影できるなど高画質を謳っている。
なお、先代機種と異なり防水性能は備えていない。バッテリーの取り外しは不可。

## 歴史
- 2013年（平成25年）2月19日（現地時間） - HTCよりグローバルモデル発表。この時の名称はHTC Oneだった[2]。
- 2013年4月30日 - 連邦通信委員会を通過[3]。
- 2013年5月20日 - KDDI、およびHTC NIPPONより公式発表。
- 2013年6月1日 - 全国にてホワイトメタルを一斉発売。ブラックメタルは各地域で順次発売。
- 2013年8月24日 - 全国にてレッドメタルを一斉発売。
- 2013年9月10日 - Android 4.2.2へのバージョンアップ開始[4]。バージョンアップ後はIEEE 802.11acが新たにサポートされる。
- 2014年（平成26年）9月2日 - Android 4.4.2へのバージョンアップ開始[5]。

## プリインストールアプリ
- au Cloud
- Chrome
- Dropbox
- Gmail
- GREE
- 3LM Security
- Friends Note
- KDDI Eメール
- PDFビューア
- Polaris Office
- Sound Hound
- Tuneln Radio
- Twitter
- YouTube
- Google Talk
- うたパス
- ビデオパス
- ブックパス

## その他機能
※PC向けWebブラウザが標準装備されている。携帯向けサイト(EZWeb)は他のスマートフォンやPCと同じく閲覧不可。
| 主な機能・対応サービス                                                  | 主な機能・対応サービス                           | 主な機能・対応サービス              | 主な機能・対応サービス        |
| ----------------------------------------------------------------------- | ------------------------------------------------ | ----------------------------------- | ----------------------------- |
| auウィジェット Webブラウザ                                              | LISMO! for Android メディアプレイヤー LISMO WAVE | おサイフケータイ NFC                | ワンセグ DLNA/DTCP-IP         |
| au one メール PCメール Gmail EZwebメール                                | デコレーションメール デコレーションアニメ        | Skype au                            | PCドキュメント                |
| au Smart Sports Run & Walk Karada Manager ゴルフ(web版) Fitness、歩数計 | GPS 方位計                                       | au oneナビウォーク au one助手席ナビ | au one ニュースEX au one GREE |
| かんたんメニュー じぶん銀行                                             | 緊急速報メール                                   | Bluetooth                           | 無線LAN機能 (Wi-Fi)           |
| 赤外線通信                                                              | WIN HIGH SPEED au 4G LTE                         | グローバルパスポート                | auフェムトセル                |
| microSD microSDHC                                                       | モーションセンサー(6軸)                          | 防水 防塵                           | 簡易留守録 着信拒否設定       |

- 安心セキュリティパックはフル対応